# Leptoropha
Leptoropha — вимерлий рід водних сеймуріаморф, відомий із середньої пермі Росії.